# Cassutt Special
Die Cassutt Special  ist ein einsitziges Rennflugzeug aus Holz mit Stoffbespannung.

## Geschichte
Dieses Modell wurde von Tom Cassutt entwickelt und von der britischen Firma Airmark in Serie ab 1958 hergestellt. Drei Prototypen wurden gefertigt, bevor die Maschinen in den Verkauf für den Kunden gingen. 1954 nahm eine Cassutt Special an einem Rennen in Dansville, New York teil. Bis Ende der 1980er wurden 2000 Bausätze der Cassutt Special verkauft.

## Ausstattung
Im Auslieferungszustand hatte das Modell keine Tragflächenklappen, um zusätzliches Gewicht zu sparen. Manche Kunden montierten später in Eigenregie zusätzliche Klappen an die Tragfläche, um die Flugeigenschaften zu verbessern. Das enge, geschlossene Cockpit hat ein sehr kleines Dach mit nur beschränkter Sicht für den Piloten. Um den Piloten dennoch eine gute Rundumsicht zu gewähren, wurde der Sitz erhöht. Von der Variante mit einem offenen Cockpit wurden nur wenige verkauft. Der leichte Boxermotor hat eine kleine Stirnfläche, um den Luftwiderstand zu reduzieren. Es sind 5 Ausstattungsvarianten Spezial I, II, III, Continental und Sport verfügbar. Die Variante Sport ist mit ihrer größeren Spannweite mehr für den Kunstflug und den Luftsport, die Variante Continental mehr für Rennen geeignet. Bei den ersten Exemplaren der Spezial II wurden alle Instrumente bis auf den Fahrtmesser entfernt, um Gewicht einzusparen. Die Spezial III hat ein gekürztes Cockpit für geringen Luftwiderstand und mehr Höchstgeschwindigkeit.

## Sonstiges

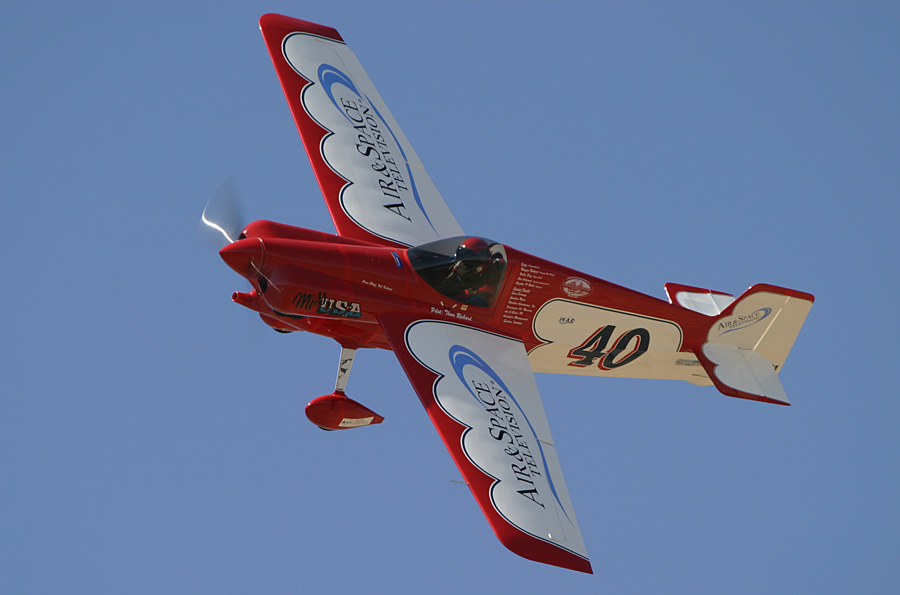
Cassutt Special beim Reno Air Race im Jahr 2014

Die Cassutt Special ist ein häufiger Gast beim Reno Air Race im US-Bundesstaat Nevada.

## Technische Daten
| Kenngröße               | Cassutt Spezial II                                                                          | Cassutt Sport                                                                               |
| ----------------------- | ------------------------------------------------------------------------------------------- | ------------------------------------------------------------------------------------------- |
| Besatzung               | 1                                                                                           | 1                                                                                           |
| Länge                   | 4,88 m                                                                                      | 4,88 m                                                                                      |
| Höhe                    | 1,16 m                                                                                      | 1,16 m                                                                                      |
| Flügelfläche            | 6,13 m²                                                                                     | 6,13 m²                                                                                     |
| Spannweite              | 4,16 m                                                                                      | 4,77 m                                                                                      |
| Leermasse               | 196 kg                                                                                      | 196 kg                                                                                      |
| max. Startmasse         | 363 kg                                                                                      | 363 kg                                                                                      |
| Antrieb                 | ein luftgekühlter 4-Zylinder-Boxer-Motor mit einer Leistung von 63,5–74,5 kW (85,1–99,9 PS) | ein luftgekühlter 4-Zylinder-Boxer-Motor mit einer Leistung von 63,5–74,5 kW (85,1–99,9 PS) |
| Propeller               | ein Zwei-Blatt-Propeller                                                                    | ein Zwei-Blatt-Propeller                                                                    |
| Tankvolumen             | 55 Liter                                                                                    | 55 Liter                                                                                    |
| Reisegeschwindigkeit    | 322 km/h                                                                                    | 322 km/h                                                                                    |
| Höchstgeschwindigkeit   | 378 km/h auf Meereshöhe                                                                     | 400 km/h                                                                                    |
| Überziehgeschwindigkeit | 100 km/h                                                                                    | 100 km/h                                                                                    |
| Flugdauer               | bis zu 3 Stunden                                                                            | bis zu 3 Stunden                                                                            |

## Zwischenfälle
In der Nutzungszeit dieses Flugzeugtyps gab es bisher 49 Unfälle mit insgesamt 28 Toten.